# 스피젤로미케스목
스피젤로미케스목(Spizellomycetales)은 호상균강에 속하는 균류 목의 하나이다. 다음과 같은 속을 포함하고 있다.
- Spizellomyces D.J.S. Barr 1980
- Triparticalcar D.J.S. Barr 1980
- Gaertneriomyces D.J.S. Barr 1980
- Powellomyces Longcore, D.J.S. Barr & Désauln. 1995
- Kochiomyces D.J.S. Barr 1980[2]